# Lucy Fry

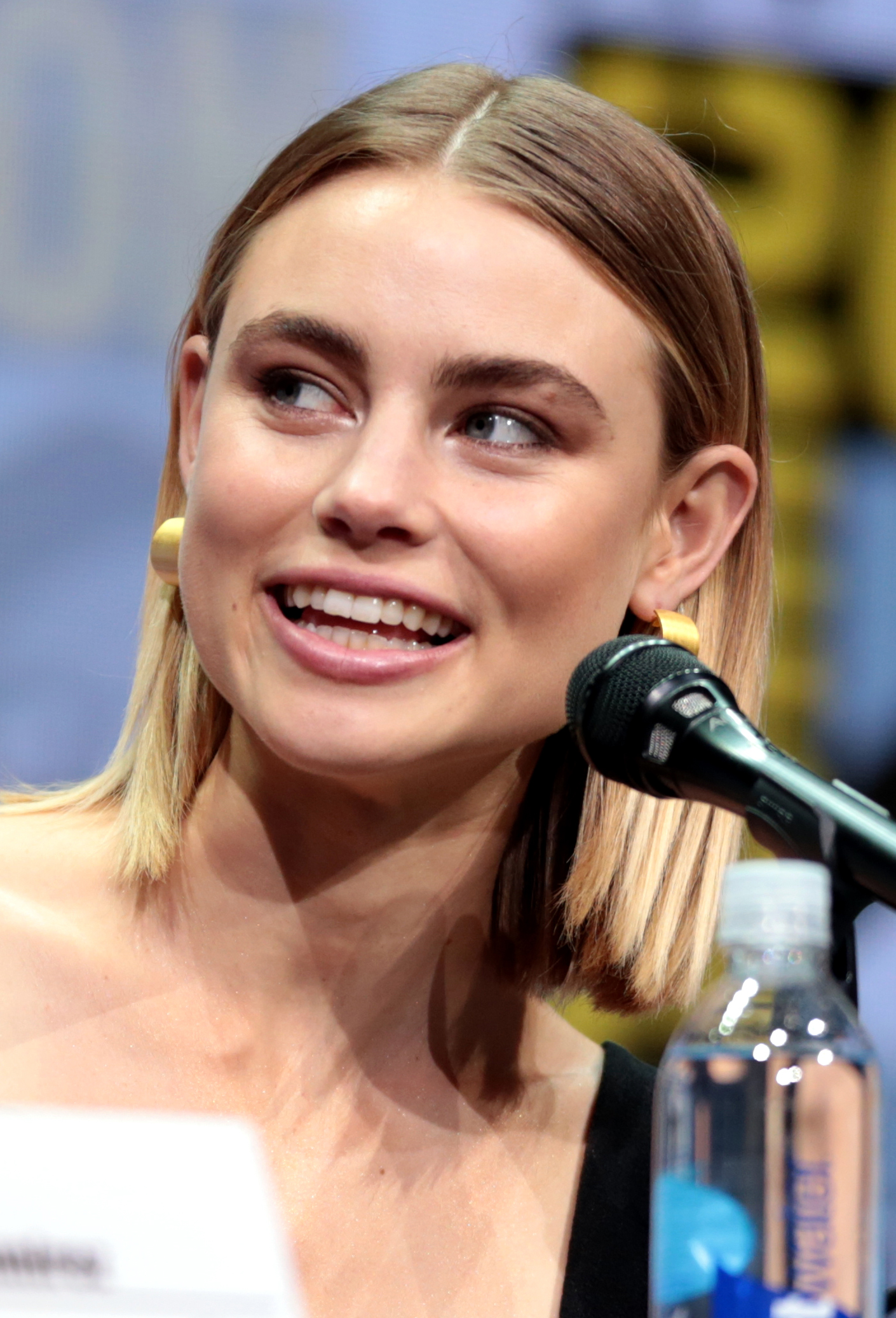
Lucy Fry (2017)

Lucy Elizabeth Fry (* 13. März 1992 in Brisbane, Queensland) ist eine australische Schauspielerin.

## Leben und Karriere
Lucy Fry machte ihren Abschluss an der Brisbane Girls Grammar School. Nach ihrem Schauspielstudium und einer Ausbildung bei Zen Zen Zo, einer in Brisbane ansässigen Theatergruppe, begann sie ihre Karriere als Darstellerin in zahlreichen Theaterproduktionen der späten 2000er Jahre. Dazu zählten beispielsweise Mr. A's Amazing Maze Plays, A Midsummer Night's Dream, Invisible Journeys und Beach. Der Durchbruch gelang ihr mit der Rolle der Zoey in der Serie Alien Surfgirls, die sie 2012 in allen 26 Episoden spielte. Mit dieser gab sie auch ihr Schauspieldebüt im Filmgeschäft überhaupt. Ab Juli 2013 übernahm sie im H2O-Plötzlich-Meerjungfrau-Spin-off Mako – Einfach Meerjungfrau eine Hauptrolle, in der sie an der Seite von Ivy Latimer und Amy Ruffle 26 Episoden lang zu sehen war. Zusammen mit Latimer verließ sie die Serie jedoch nach nur einer Staffel. Ihr Filmdebüt gab sie neben Zoey Deutch als Vasilisa „Lissa“ Dragomir im Fantasyfilm Vampire Academy, der im Februar 2014 Premiere feierte.

## Filmografie (Auswahl)

### Filme
- 2014: Vampire Academy
- 2015: Now Add Honey
- 2015: Das Privatschüler-Kartell (The Preppie Connection)
- 2016: Mr. Church
- 2016: The Darkness
- 2017: Bright
- 2019: She’s Missing
- 2021: Night Teeth
- 2021: Last Looks
- 2025: I Live Here Now

### Fernsehserien
- 2009–2010: H2O – Plötzlich Meerjungfrau (2 Episoden)
- 2012: Alien Surfgirls (Lightning Point, 26 Episoden)
- 2013: Mako – Einfach Meerjungfrau (Mako: Island of Secrets, 26 Episoden)
- 2016: 11.22.63 – Der Anschlag (11.22.63, 6 Episoden)
- 2016: Wolf Creek (6 Episoden)
- seit 2019: Godfather of Harlem